# Regra de Bredt
A Regra de Bredt (homenagem ao químico alemão Julius Bredt) é uma generalização qualitativa que descreve as limitações estruturais em compostos de anel com ponte. A partir de considerações estéricas, Bredt concluiu que certas estruturas de anéis bicíclicos com uma ligação dupla carbono-carbono em um átomo cabeça-de-ponte não é capaz de existir, a menos que os anéis sejam suficientemente grandes.
Esta observação empírica tem sido útil para a determinação de estruturas de compostos como terpenos e na interpretação de reações que envolvem compostos de anel em ponte. Por exemplo, dois dos seguintes isômeros de norborneno violam a Regra de Bredt, o que os torna muito instável para prepará-los :

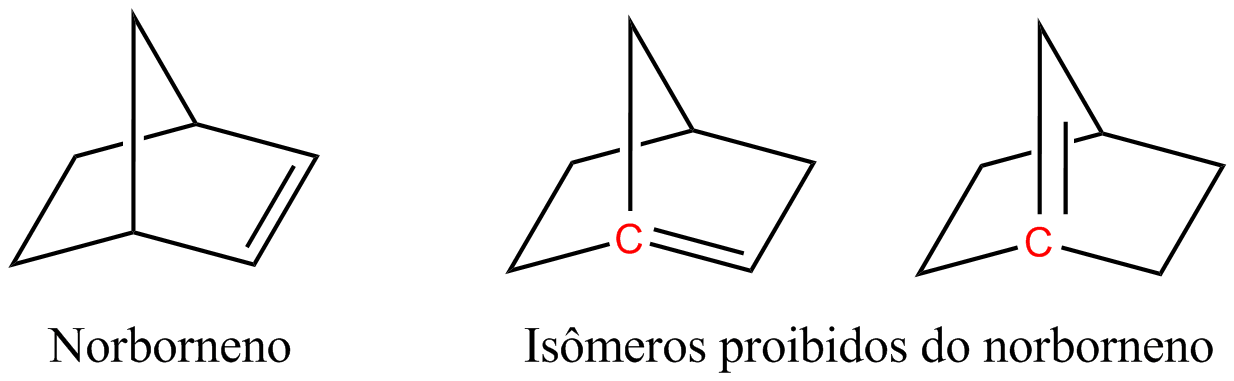
Isômeros proibidos do norborneno

Na figura, os átomos de ponte que violam a regra de Bredt estão destacados em vermelho.
A Regra de Bredt pode ser útil para prever quais isômero são obtidos a partir de uma reação de eliminação de um sistema de anel em ponte. A regra também pode ser aplicada á mecanismos de reações (Figura abaixo) que envolvem carbocátions e, em menor grau, as que envolvem radicais livres, uma vez que estes intermediários, como os átomos de carbono envolvidos numa ligação dupla, preferem ter uma geometria plana com ângulos de 120 graus e hibridação sp2 .

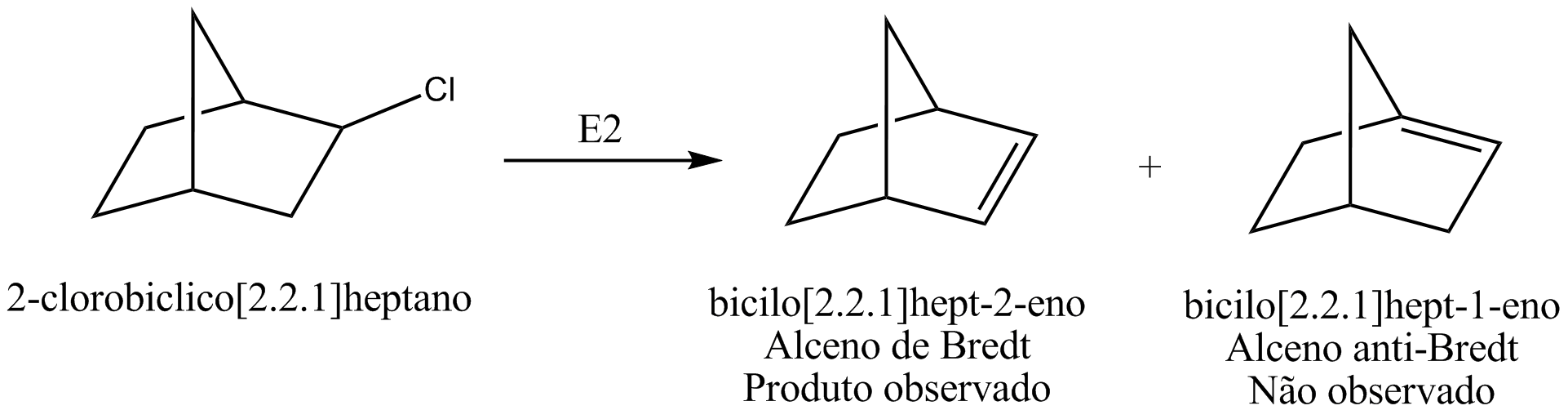
Reação de eliminação E2 do 2-clorobiciclo[2.2.1]heptano

No entanto, hoje a questão de ligações duplas em cabeças-de-ponte é estudada em mais detalhe, e já foram isolados vários produtos naturais que contêm duplas ligações em carbonos cabeça-de-ponte, como por exemplo o Taxol:

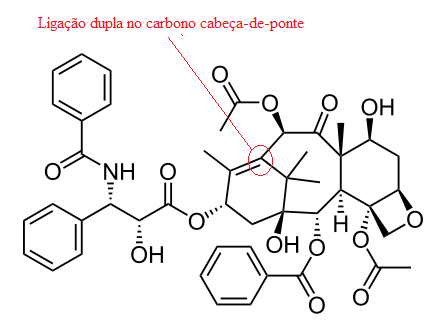
Ligação dupla no carbono cabeça-de-ponte do Taxol

Essa observação têm a ver com a grande flexibilidade que acompanha os anéis de tamanhos maiores (aproximadamente 8 a 10 carbonos). Verifica-se que a estabilidade das ligações duplas em cabeça-de-ponte espelha a maior estabilidade de trans-cicloalceno que contém ligação dupla. O trans-ciclohexeno e o trans-ciclohepteno (anéis de 6 e 7 carbonos respectivamente) não são estáveis o suficiente para existir à temperatura ambiente. No entanto, trans-cicloocteno é uma molécula estável, e do mesmo modo, o biciclo[3.3.1]non-1-eno é um composto estável . 
1. ↑  Fawcett, Frank S. (1 de outubro de 1950). «Bredt's Rule of Double Bonds in Atomic-Bridged-Ring Structures.». Chemical Reviews. 47 (2): 219-274. ISSN 0009-2665. doi:10.1021/cr60147a003
2. 1 2  «Bredt's Rule» (em inglês)
3. 1 2  «Bredt's Rule (And Summary of Cycloalkanes) — Master Organic Chemistry». www.masterorganicchemistry.com. Consultado em 3 de agosto de 2015